# Marcel Marceau

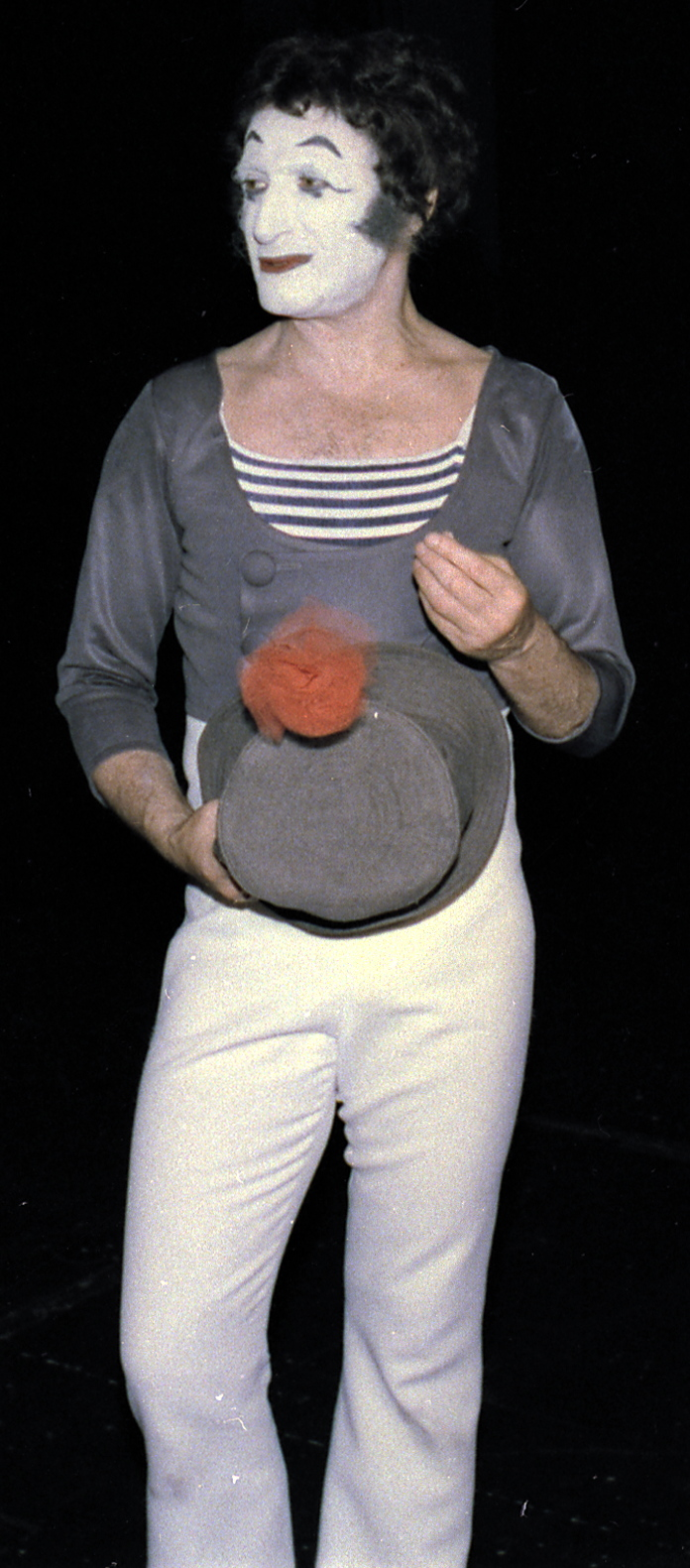
Marcel Marceau, 1977

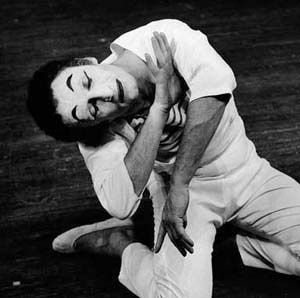
Marcel Marceau, 1963

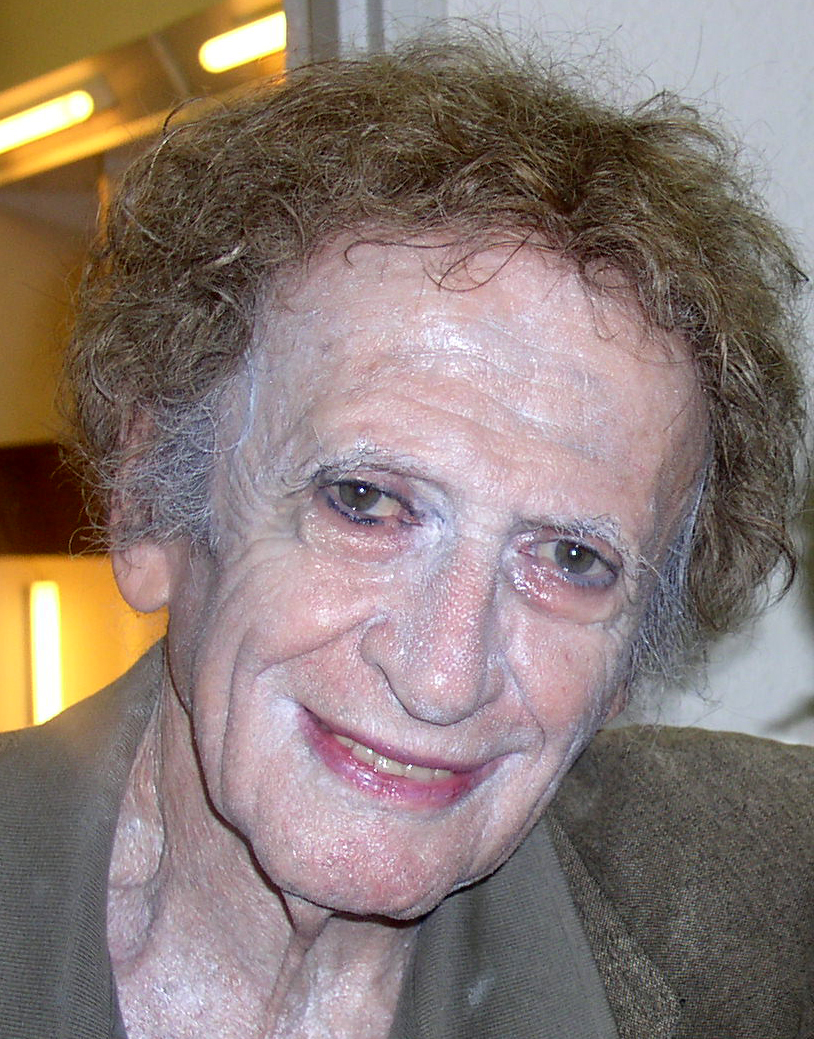
Marcel Marceau mit 81 Jahren, Dresden 2004

Marcel Marceau (* 22. März 1923 in Straßburg, Frankreich; † 22. September 2007 in Cahors, eigentlich Marcel Mangel) war ein Mitglied der französischen Résistance und französischer Pantomime. Dem Publikum war er als „Bip“ vertraut, der tragikomische Clown im Ringelhemd mit dem weiß geschminkten Gesicht, dem zerbeulten Seidenhut und der roten Blume.

## Leben und Wirken

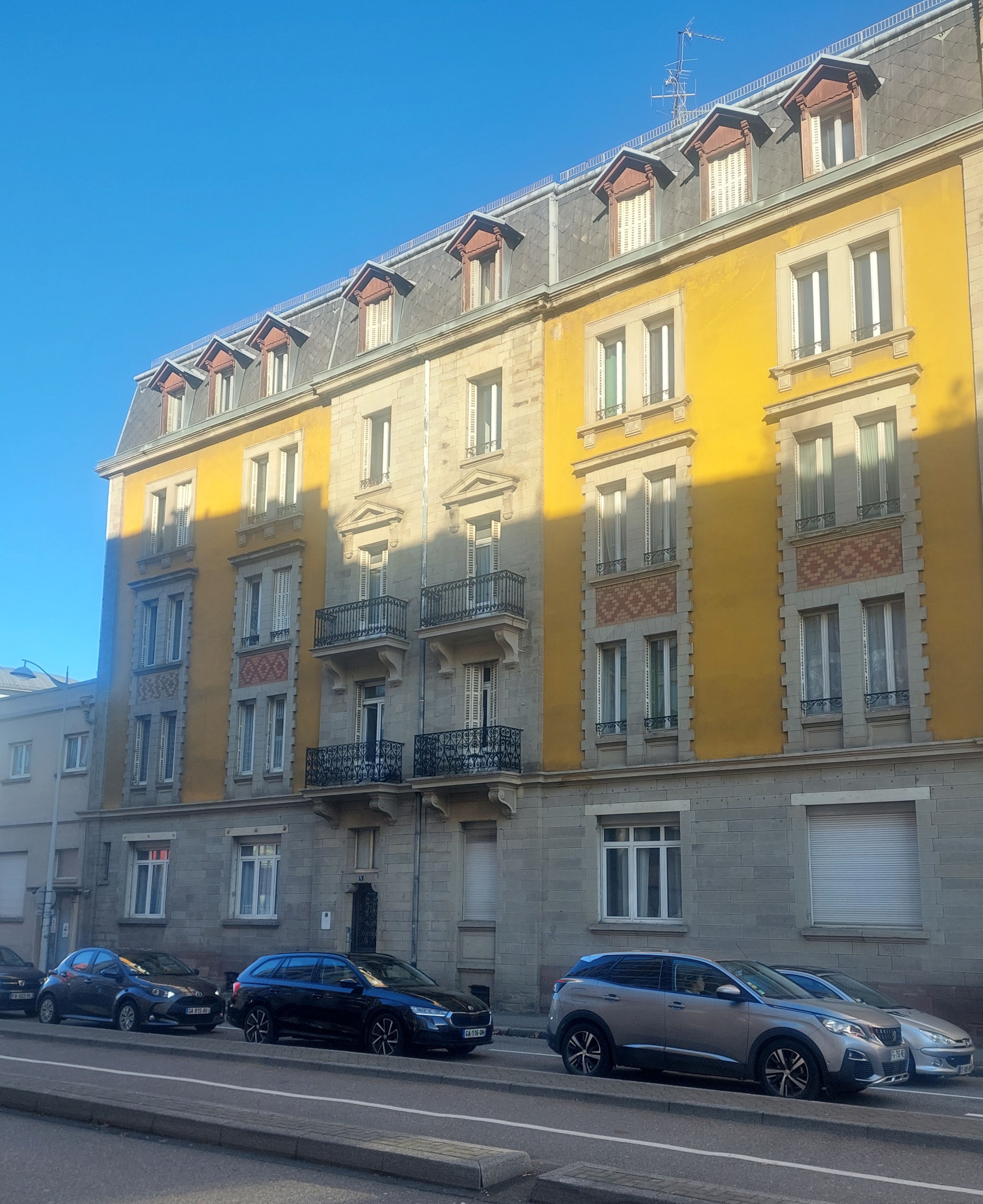
Geburtshaus in der Petite rue des Magasins in Straßburg

Marcel Marceau wuchs in Straßburg als Sohn des jüdischen Metzgers, Vorbeters und Sängers Karl (Kalman) Mangel aus Polen und der Anna, geb. Werzberg aus der Ukraine, auf. Schon während seiner Jugend fiel er dadurch auf, dass er wenig sprach und seine Eindrücke und Ideen lieber durch Mimik und Gestik ausdrückte. Die Stummfilm-Stars wie Charlie Chaplin und Buster Keaton weckten schon früh sein Interesse für die Schauspielbühne, um die „Kunst der Stille“ (L’Art du Silence) zu seinem Beruf zu machen. Der Besuch der Schauspielschule wurde aber durch den Zweiten Weltkrieg zunächst unmöglich.
Bei Kriegsausbruch 1940 musste seine Familie fliehen. 1942 war Marcel im Kinderheim des Ehepaars Yvonne und Roger Hagnauer in Sèvres beschäftigt, einem Internat, in dem etwa hundert jüdische Kinder versteckt waren, wo er unter seinem Totem-Namen „Känguru“ bekannt war. Anschließend schloss sich Marcel gemeinsam mit seinem Bruder Simon (Alain) in Limoges einer Gruppe der französischen Widerstandsbewegung an, welche später Teil der Widerstandsorganisation Francs-tireurs et partisans (FTP) wurde. Hier hatte er Pässe zu fälschen. Auch für sich selbst fertigte er einen Ausweis auf den neutralen Namen Marceau an und behielt diesen Namen nach dem Krieg zur Erinnerung bei. Ab 1943 half er drei Mal, jüdische Kinder in die Schweiz zu schmuggeln. Später kämpfte er als Angehöriger der französischen Armee gegen die deutschen Besatzer. Wegen seiner guten Englischkenntnisse wurde er Verbindungsoffizier zur 3. US Army unter General George S. Patton.
Sein Vater Charles wurde im Februar 1944 von der Polizei des Vichy-Regimes in Limoges verhaftet, über Drancy nach Auschwitz deportiert und dort ermordet.
1946 begann Marceau seine Ausbildung im Pariser Sarah-Bernhardt-Theater. Seine Lehrer waren Charles Dullin und Étienne Decroux, der auch Jean-Louis Barrault unterrichtete. An der Seite von Barrault und Madeleine Renaud spielte Marceau in der Compagnie Barraults auf der Bühne den „Harlekin“ in der Pantomime Baptiste nach dem Film Kinder des Olymp. Die positive Kritik ermutigte ihn, eigene Mimodramen aufzuführen. 1947, im Alter von 24 Jahren, trat Marceau in Paris zum ersten Mal als „Monsieur Bip“ auf. In dieser Rolle, die ihn weltberühmt machte, tourte er über 40 Jahre lang um den Globus.
Die von ihm gegründete Compagnie de Mime Marcel Marceau war einzigartig auf der Welt und führte zahlreiche bekannte Theaterstücke als Mimodramen auf, unter anderem Gogols Der Mantel (mit Soubeyran) und Tirso de Molinas Don Juan. Seinen internationalen Durchbruch schaffte er schließlich in der Bundesrepublik Deutschland. 1951 plante er ein viertägiges Gastspiel in Berlin, blieb dann aber für zwei Monate. Zu seinen Aufführungen kamen auch Bertolt Brecht und der Kritiker Friedrich Luft, der hinterher schrieb: „Marceau macht eine neue Kunst, das muss man gesehen haben.“ Zu dieser Zeit entstanden unter der Regie von Wolfgang Schleif auch mehrere Kurzfilme bei der DEFA mit Marceau als Hauptdarsteller.
Ähnlich erging es ihm 1955 bei seiner ersten USA-Tournee. Aus einem zweiwöchigen Gastspiel wurde eine sechsmonatige Erfolgstournee zwischen Broadway und Hollywood. In dieser Zeit lernte er auch seine Idole Charles Laughton, Buster Keaton, Stan Laurel, Oliver Hardy und die Marx Brothers persönlich kennen. Seinem größten Vorbild, Charlie Chaplin, begegnete er 1967 am Pariser Flughafen Orly. Seit den 1960er Jahren wurde er auch durch Solo-Auftritte über das Fernsehen bekannt. Im späteren Kult-Science-Fiction-Film Barbarella des französischen Regisseurs Roger Vadim aus dem Jahr 1968 spielte er den Professor Ping.
Neben seinen Tourneen und Fernsehauftritten setzte Marceau sich für die Ausbildung des künstlerischen Nachwuchses ein. 1978 gründete er mit Hilfe des damaligen Pariser Bürgermeisters Jacques Chirac die Schauspielschule École Internationale de Mimodrame de Paris, Marcel Marceau, in der als Fächer neben der Pantomime auch die mime corporel dramatique von Étienne Decroux, Schauspiel, Klassischer Tanz und Fechten angeboten wurden. Mit den besten Absolventen bildete er 1993 eine neue Truppe, die Nouvelle Compagnie de Mimodrame. Ferner gehörte er seit 1950 dem internationalen Salzburg Seminar an, das er durch mehrere künstlerisch sensationelle Benefiz-Veranstaltungen persönlich finanziell unterstützte.
Erfolg hatte Marceau auch als Maler und Zeichner. Seine Werke wurden unter anderem in Deutschland, Frankreich, Japan und in den USA gezeigt. Zudem schrieb und illustrierte er mehrere Bücher, darunter Die Geschichte des Bip und Pimporello, die Geschichte eines alten Straßenmimen und dessen Zuneigung zu einem kleinen verwilderten Mädchen, eine Hommage an Charlie Chaplins The Kid.
Marcel Marceau starb 2007 im Alter von 84 Jahren in Cahors. Während der Beisetzungszeremonie, zu der sich etwa 300 Personen auf dem Pariser Friedhof Père-Lachaise zusammenfanden, wurde Marceaus Hut mit der roten Blume auf einem Tisch niedergelegt. Der ehemalige Oberrabbiner Frankreichs René-Samuel Sirat sprach Gebete in hebräischer und in französischer Sprache.
Marceau schloss drei Ehen, die alle drei geschieden wurden. Aus der Verbindung mit Huguette Mallet gingen die Söhne Michel und Baptiste hervor. Danach heiratete er die polnische Tänzerin und Choreografin Ella Jaroszewicz, Gründerin und Leiterin des Pariser Pantomimenstudios Magénia und des gleichnamigen Ensembles. Der dritten Ehe mit Anne Sicco entstammen die beiden Töchter Camille und Aurelia.

## Wirkung und Rezeption
Im Laufe seiner Karriere hatte Marceau die Themen und Ausdrucksmöglichkeiten der Pantomime ständig erweitert und seinem Publikum in den berühmten Pantomimes de Style vorgeführt. Zum festen Repertoire gehörten unter anderem Die Erschaffung der Welt; Das Tribunal; Der Maskenmacher; Die Treppe; Im Volksgarten; Der Vogelfänger; Der Gerichtshof; Die Hände – Kampf zwischen Gut und Böse; Jugend, Reife, Alter, Tod; Der Alptraum des Taschendiebs; Die Bürokraten und Der Marsch gegen den Wind. Er bezeichnete seine pantomimischen Bilder auch als „Schreie der Stille“ und verstand sie als Möglichkeit, die Unbeholfenheit des Menschen auszudrücken.
Marceau beeinflusst bis heute zahlreiche Künstler aus allen Genres, durch die ihm eigene Art gilt er als Erneuerer der Pantomime. Samuel Beckett inspirierte er zum pantomimischen Finale im Endspiel. Samy Molcho, Milan Sládek und Jango Edwards betonten seinen Einfluss auf ihre Karriere. Deutsche Mimen wie JOMI, Peter Makal und Rolf Mielke haben bei ihm gelernt. Der Schauspieler Anthony Hopkins und der Tänzer Rudolf Nurejew beriefen sich auf ihn als Vorbild. Michael Jackson wurde zum Moonwalk, der später zu seinem Markenzeichen wurde, durch den von Marceau kreierten Marsch gegen den Wind inspiriert. Diesen führte Marceau auch 1976 in der Stummfilm-Hommage Silent Movie von Mel Brooks auf. (In diesem Film war Marceau ironischerweise der einzige Darsteller, der ein Wort spricht, nämlich „Non!“)
Noch 2005 ging der über 80-jährige Pantomime auf Tournee. In seiner Pariser Schule gab er nach wie vor Meisterkurse und nahm sämtliche Premieren ab. Dabei beharrte er auf dem wichtigsten Merkmal seiner Körperkunst:
„Der Filmschauspieler muss vergessen machen, dass er spielt. Der Pantomime darf das nicht, er muss in beständiger Anspannung sein.“
„Die Pantomime ist die Kunst der Haltung.“
Der im Oktober 2021 in Deutschland veröffentlichte Film Resistance – Widerstand des venezolanischen Regisseurs Jonathan Jakubowicz über das Wirken Marceaus im Zweiten Weltkrieg erfuhr wegen des sehr freien Umgangs mit der historischen Wirklichkeit eine kritische Aufnahme. Marceaus Nachkommen haben sich von dem Film distanziert.

## Filmografie (Auswahl)
- 1947: La Bague (Kurzfilm)
- 1955: Der Park (Un jardin public) (Kurzfilm)
- 1959: Die schöne Lügnerin
- 1966: Es
- 1968: Barbarella
- 1974: Shanks
- 1976: Mel Brooks’ letzte Verrücktheit: Silent Movie (Silent Movie)
- 1983: Les îles
- 1989: Kinski Paganini (Paganini)
- 1997: Joseph’s Gift
- 2020: Resistance – Widerstand

## Ehrungen und Auszeichnungen
- Offizier der Ehrenlegion (1986)
- Großoffizier des Ordre national du Mérite (1998)
- Kommandeur des Ordre des Arts et des Lettres
- Ritter des Ordre des Palmes Académiques
- Mitglied der Académie des Beaux-Arts (1991)
- Mitglied in der Akademie der Künste Berlin
- Ehrendoktorwürde mehrerer US-amerikanischer Universitäten
- Mitglied/Alumnus des Salzburg Seminars
- Am 100. Geburtstag wurde er 2023 mit einem Google-Doodle geehrt.[12]

## Veröffentlichungen
- Die Geschichte von Bip („The story of Bip“). Annette Betz Verlag, München 1976, ISBN 3-7641-0064-8.
- Pimporello. Owen Books, London 1991, ISBN 0-7206-0813-9.
- Bip in a Book. Stewart, Tabori & Chang, New York 2001, ISBN 1-58479-130-6.
- Marcel Marceau – Die Kunst der Pantomime. Absolut Medien, 2019, DVD-Edition der DEFA-Filme mit Marcel Marceau, ISBN 978-3-8488-3016-9.[13]